# Austroglanis sclateri
Austroglanis sclateri är en fiskart som först beskrevs av Boulenger, 1901.  Austroglanis sclateri ingår i släktet Austroglanis och familjen Austroglanididae. IUCN kategoriserar arten globalt som livskraftig. Inga underarter finns listade.